# Cola duparquetiana
Cola duparquetiana là một loài thực vật có hoa thuộc họ Sterculiaceae.
Loài này chỉ có ở Gabon.